# Saint-Georges-des-Sept-Voies
Saint-Georges-des-Sept-Voies är en kommun i departementet Maine-et-Loire i regionen Pays de la Loire i nordvästra Frankrike. Kommunen ligger i kantonen Gennes som tillhör arrondissementet Saumur. År 2018 hade Saint-Georges-des-Sept-Voies 673 invånare.

## Befolkningsutveckling
Antalet invånare i kommunen Saint-Georges-des-Sept-Voies
| Referens: INSEE |